# Eugen Demoll
Eugen Demoll (* 20. August 1881 in Kenzingen (Breisgau); † 28. Dezember 1969) war ein deutscher Offizier, zuletzt Generalleutnant der Wehrmacht.

## Leben
Eugen Demoll trat am 30. Juli 1900 als Fahnenjunker in die Armee ein. 1907, seit 27. Januar 1901 Leutnant im Feldartillerie-Regiment 15 (Saarburg) mit Patent zum 27. Januar 1901, war Demoll von dort an die Artillerie- und Ingenieurschule kommandiert. Am 22. März 1910 war er zum Oberleutnant befördert worden und war 1911 vom Feldartillerie-Regiment 15 an die Militärtechnische Akademie kommandiert. 1912 war er vom Regiment zur Dienstleistung an das Feuerwerks-Laboratorium in Spandau kommandiert. Als Offizier nahm er am Ersten Weltkrieg teil.
Demoll wurde erst in die Reichswehr übernommen und am 1. Februar 1920 als Hauptmann aber verabschiedet. Er trat zur badischen Landespolizei über und wurde hier am 1. April 1929 erst Polizei-Oberstleutnant und dann am 1. Februar 1932 Polizei-Oberst.
Am 1. Oktober 1935 wurde er als Oberst (Patent zum 1. Februar 1932) in die Wehrmacht übernommen. Hier wurde er Kommandeur des neu aufgestellten Infanterie-Regiments 110 bei der 33. Infanterie-Division. Am 15. Mai 1936 folgte seine Überführung in einen E-Offizier und er wurde als Oberst (E) Kommandeur des Wehrbezirks Ludwigshafen am Rhein. Bis nach dem Beginn des Zweiten Weltkriegs blieb er in dieser Position. Am 1. Juni 1941 erfolgte seine Beförderung zum Generalmajor und er wurde zeitgleich reaktiviert.
Im April/Mai 1942 war er kurz Kommandeur der Sicherungs-Brigade 201. Am 20. Mai 1942 gab er das Kommando an Generalmajor Alfred Jacobi ab. Anschließend kam er in die Führerreserve. Vom 25. September 1942 bis 30. April 1943 war er Kommandeur der neu aufgestellten Division Nr. 463, ab 1. Oktober 463. Ersatz-Division. In dieser Position wurde er am 1. November 1942 zum Generalleutnant befördert. Nachdem er erneut in die Führerreserve versetzt worden war, wurde er am 30. September 1943 verabschiedet.
Nach dem Krieg wohnte er in Bad Nauheim.
Sein jüngerer Bruder war der spätere Zoologe Reinhard Demoll.